# Amore e sangue
Amore e sangue è un film del 1951 diretto da Marino Girolami.

## Trama
Napoli. Giuseppe Maisto detto Peppuccio accusato ingiustamente di un delitto, viene condannato ed imprigionato a Poggioreale, ma in realtà è stato incastrato dal boss camorrista Paolo Giaccone. Così, con l'aiuto di un amico riesce ad evadere per mettere alla ricerca del camorrista, che trova in compagnia della sua amante Dolores, una cantante del caffè-concerto, e lo uccide. Peppuccio informa la donna che lui la voleva uccidere grazie ad un tentato complotto. Così, stanco di restare nascosto va all'Oliva Verde, un locale gestito da Giaccone e lì rapisce Nennella, figlia di Giaccone e se ne innamora, scatenando la gelosia di Dolores.

## Produzione
La pellicola, frutto di una co-produzione tra Italia e Germania Ovest, è una fusione tra il filone poliziesco e quello dei melodrammi sentimentali, comunemente detto strappalacrime, allora molto in voga tra il pubblico italiano, in seguito ribattezzato neorealismo d'appendice dalla critica.
Fu l'ultimo film dell'attrice Maria Montez, deceduta poco tempo dopo la fine delle riprese a causa di una sincope a soli 39 anni.

## Distribuzione
Il film venne distribuito nel circuito cinematografico italiano il 5 aprile del 1951.
In Germania Ovest arrivò nelle sale l'11 maggio del 1951 con il titolo Schatten über Neapel.
Venne distribuito anche in Francia con il titolo Terre de violence e nei paesi anglofoni con il titolo Love and Blood.